# Vestřev

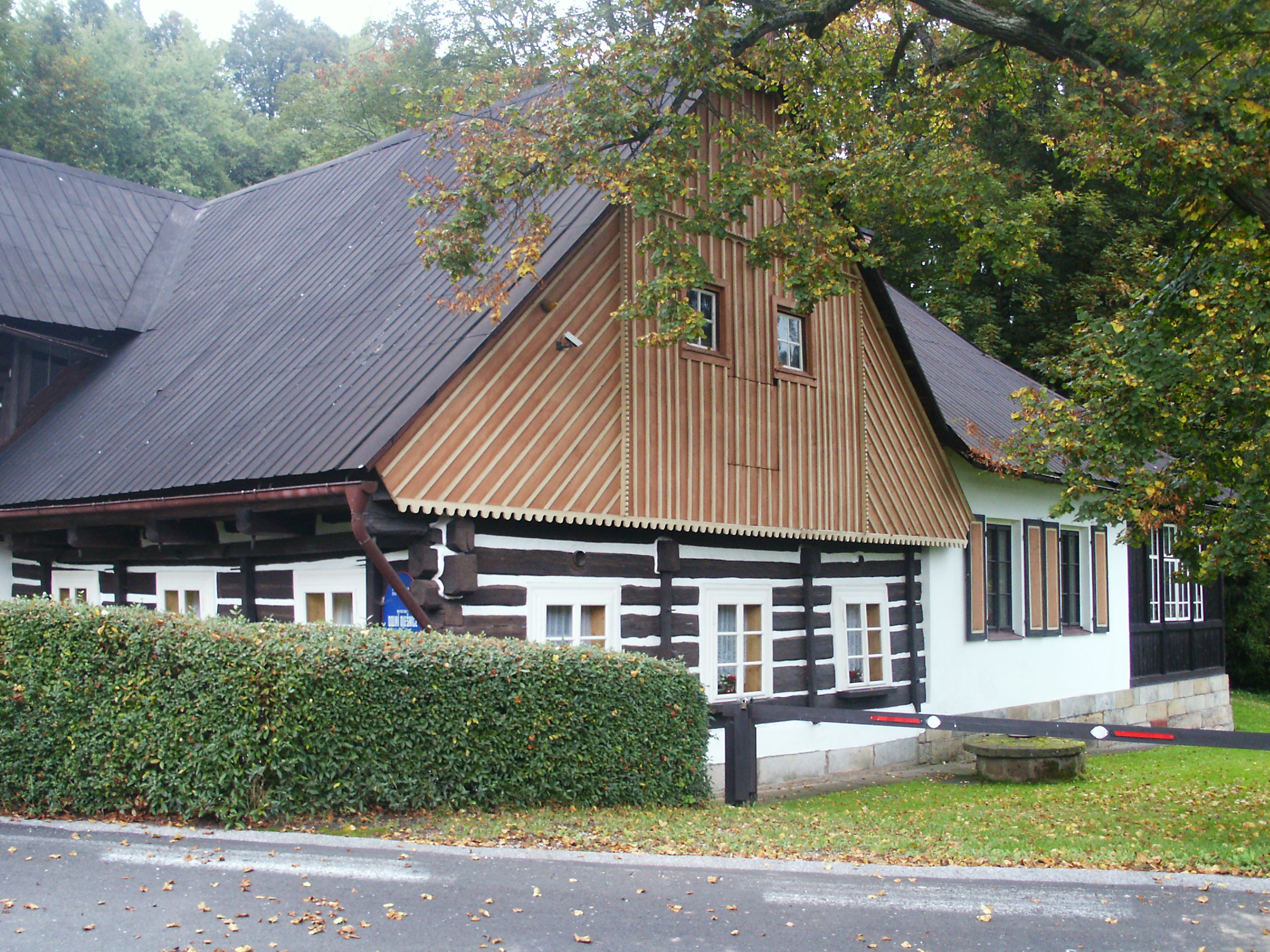
Haus nr.99

Vestřev (deutsch Neustadt) ist eine Ansiedlung und ein Katastralbezirk der Gemeinde Dolní Olešnice in Tschechien. Er liegt drei Kilometer südlich von Hostinné und gehört zum Okres Trutnov.

## Geographie
Vestřev befindet sich am Nordrand des Königreichwaldes im Riesengebirgsvorland. Das Dorf erstreckt sich rechtsseitig der Elbe am Unterlauf des Baches Kalenský potok. Südöstlich erheben sich die Svatá Kateřina (511 m), Závora (548 m) und Slučí kameny (511 m), im Süden der Bradlo (519 m) und die Stěna (500 m) sowie südwestlich der Pecen (520 m). Linkselbisch verläuft die Bahnstrecke Velký Osek–Trutnov, die nächste Bahnstation ist Chotěvice.
Nachbarorte sind Hostinné und Podháj im Norden, Karlovka im Nordosten, Chotěvice im Osten, Ves Svaté Kateřiny, Nad Martínkem und Nové Zámky im Südosten, Horní Debrné und Debrné im Süden, Zadní Mostek und Borovnička im Südwesten, Zadní Ždírnice im Westen sowie Dolní Olešnice und Na Poště im Nordwesten.

## Geschichte
Die erste schriftliche Erwähnung des Kretschams in der Flur Netrscheb / Netrzeba erfolgte 1583 im Kottwitzer Kaufbuch, als Jacob Leeder die Schenke an Valten Weinrich veräußerte.
Die Ansiedlung von Handwerkern entstand zum Ende des 16. Jahrhunderts nordwestlich des zugleich erbauten Neuen Schlosses der Herrschaft Hostinné beiderseits der Schlesischen Straße, die hier aus dem Oelstal in Richtung Chotěvice über die Elbe führte. Der Ortsname stellt eine Anspielung auf die "alte" Stadt Hostinné dar, in der sich zuvor auch der herrschaftliche Sitz befand. Im Jahre 1610 wurde die Schenke 1610 von Chotěvice abgetrennt und erhielt später die Hausnummer Neustadtl Nr. 1. Im Jahre 1619 wurde die Ortschaft als Neu Stättl, 1638 als Neustettel, 1650 als  Newstaadtl, 1666 als Neustädtl, 1700 als Neu Stadel, 1713 als Uestrzew oder Newstädtel sowie mundartlich als Staatla bezeichnet. Der tschechische Name Vestřev leitet sich vom Kretscham Netrscheb her, wobei dessen richtige Übertragung ins Tschechische Netřeba lauten würde. Seit 1787 war das Dorf nach Nieder Oels eingepfarrt. Im Jahre 1834 bestand das Neustädtel, volkstümlich Neustadtel/Westřew aus 18 Häusern, darunter einer Poststation und einem Wirtshaus, und hatte 109 Einwohner. Bis zur Mitte des 19. Jahrhunderts blieb Neustadtel immer der Herrschaft Arnau untertänig.
Nach der Aufhebung der Patrimonialherrschaften bildete Neustadt / Vestřev ab 1850 einen Ortsteil der Gemeinde Nieder Oels / Dolní Olešnice in der Bezirkshauptmannschaft Hohenelbe / Vrchlabí. Der Ort gehörte zum deutschen Sprachgebiet. 1890 lebten in den 97 Häusern des Ortes 660 Deutsche und elf Tschechen. Infolge des Münchner Abkommens wurde Neustadt zusammen mit Nieder Oels 1938 dem Deutschen Reich angeschlossen und gehörte bis 1945 zum Landkreis Hohenelbe. Die älteste Schenke des Dorfes wurde bis 1945 als Gasthaus Kolbeck bewirtschaftet. Nach dem Zweiten Weltkrieg kam der Ort, dessen Einwohnerschaft überwiegend aus Deutschen bestand, zur Tschechoslowakei zurück. Infolge der Vertreibung deutscher Bewohner ging die Einwohnerzahl ab 1946 stark zurück. Nach der Aufhebung des Okres Vrchlabí wurde Vestřev mit Beginn des Jahres 1961 dem Okres Trutnov zugeordnet. Im Zusammenhang mit der am 1. Januar 1989 erfolgten die Eingemeindung von Dolní Olešnice nach Horní Olešnice verlor Vestřev zusammen mit Nové Zámky ihren Status als Ortsteil. Dolní Olešnice löste sich am 1. September 1990 wieder von Horní Olešnice los und bildet seither eine eigene Gemeinde. Neben Dolní Olešnice bildet Vestřev den zweiten Katastralbezirk der Gemeinde.

## Ortsgliederung
Der Katastralbezirk Vestřev umfasst die Ortschaften Vestřev und Nové Zámky.

## Sehenswürdigkeiten
- Schloss Nové Zámky, erbaut 1590–1608 im Renaissancestil als Herrschaftssitz und später barock umgestaltet. Es ist von einem Schlosspark umgeben und als Kulturdenkmal geschützt.[4] Nach dem 2011 erfolgten Verkauf an die tschechisch-russische Kapitalgesellschaft Ventus ist der Schlosspark unzugänglich.[5]
- Gezimmerte Häuser in Volksbauweise, die Gasthäuser Nr. 99 und 104 sind als Kulturdenkmale geschützt.[4]